# والتر بيريز
والتر بيريز (بالإنجليزية: Walter Perez)‏ هو ممثل أمريكي، ولد في 12 يوليو 1982 في الولايات المتحدة.

## وصلات خارجية
- والتر بيريز على موقع IMDb (الإنجليزية)
- والتر بيريز على موقع قاعدة بيانات الفيلم (الإنجليزية)